# ناحیه أوقاس
ناحیه أوقاس (به عربی: دائرة أوقاس) یک ناحیه در الجزایر است که در استان بجایه واقع شده‌است.